# Juliana de Sousa
Juliano de Sousa e de Nova Friburgo  é uma aldeia de , localiza-se no Distrito de conselheiro, próxima às localidades de Brasil 